# Badarna
Badarna är en svensk svartvit dramafilm från 1968 i regi av Yngve Gamlin. Filmen bygger på romanen Rök av Lars Ardelius och i rollerna ses bland andra Ingrid Thulin, Halvar Björk och Gunilla Olsson.

## Handling
Filmen utspelar sig i Näsviken och Strömsund i norra Jämtland. Samhället är på väg att utplånas i strukturomvandlingens Sverige och ett fåtal osäkra arbetstillfällen finns på sågen, järnhandeln och alkoholistanstalten. Sommarens turister ger bygden en del extra inkomster, men järnhandlare Berglund, kallad "Knoppen", kan inte erbjuda det sortiment som gästerna kräver. Knoppen är en jäktad man och hans hustru Minni har blivit alkoholist som en följd av makens bristande intresse för henne. Knoppen har en affär vid sidan av med alkoholistanstaltens kokerska. Socialtjänstemannen byråsekreterare Kjellgren kommer till samhället för att inspektera anstalten. På orten driver den 15-åriga flickan Bua omkring. Hon är fetlagd, håglös och saknar arbete och jämngamla vänner. Modern är död och fadern gammal med ett svagt hjärta. Hon söker sig till arbetarna på sågen och till internerna på anstalten. Internerna lever upp i flickans sällskap och leker med henne, men gör också brutala närmanden.

## Rollista
- Halvar Björk – järnhandlare "Knoppen" Berglund
- Gunilla Olsson – flickan Bua
- Ingrid Thulin – kokerska på alkoholistanstalt
- Betty Tuvén – Minni, Knoppens fru
- Åke Lindström – socialtjänsteman Kjellgren
- Björn Gustafson – kioskägare Gott-Melker
- Gustaf Färingborg – Buas far
- Leif Hedberg – Sam
- Lars "Lasse" Andersson – Karl
- Göthe Grefbo – förman
- Stig Engström – raggare
- Tommy Johnson – intern på alkoholistanstalt
- Mads Rydman – intern på alkoholistanstalt
- statister: många lokala Strömsundsprofiler

## Om filmen
Filmen bygger på Lars Ardelius' roman Rök från 1964. Boken fångade regissören Yngve Gamlins intresse och han tog kontakt med Ardelius i februari 1965 och bad om att få filmatisera boken. Tillsammans utarbetade de två ett manus under titeln Fet. I detta hade handlingen flyttats från Gotland, vilket är fallet i Rök, till Jämtland. I manusskrivandet strävade Gamlin efter att ersätta det drag av overklighet och bondsk surrealism som präglade Ardelius' roman med det hårt dokumentära och realistiska.
Gamlin var kontrakterad av Europafilm, men bolaget var tveksamt inställt till Badarna, då man ansåg att ämnet var för smalt samt att man blivit bränd av misslyckandet med Jakten. För att tillmötesgå bolaget författade Ardelius och Gamlin ett underlag till en fars kallad Vampyr -65 eller Droppen Dripp, som var tänkt att filmatiseras med Buster Keaton i huvudrollen. Projektet kom emellertid att gå i stöpet då Keaton avled 1966. I slutet av sommaren 1966 bröt Gamlin med Europafilm sedan han i en artikel i Svenska Dagbladet den 8 juli 1966 offentligt benämnt bolagets litterära rådgivare som okunniga. I en senare intervju kallade han dem även för "trindskallar".
Våren 1967 gick Sandrews och Svenska Filminstitutet in som lika intressenter i projektet och filmen kunde därmed börja spelas in. Inspelningen ägde rum sommaren 1967 i Näsviken och Strömsund i Jämtland. Filmen fotades av Jan Lindeström och klipptes sedan samman av Wic' Kjellin. Musiken komponerades av Carl-Axel Dominique.
Premiären inföll den 6 april 1968 på biografen Saga i Strömsund och ägde rum under högtidliga former. I egenskap av president för "Jemtländska frihetsrörelsen" anlände Gamlin till Frösön i ett chartrat flygplan. Efter visningen hölls en fest på restaurang Hörnet i Strömsund, vilken bekostades av landstinget. Stockholmspremiären ägde rum ett par dagar senare på biograf Cinema vid Birger Jarlsgatan.
Filmen kom inte att bli en publiksuccé men erhöll av Filminstitutets kvalitetsjury 1,25 poäng (6:10) vilket gav 297 201 svenska kronor i bidrag. Halvar Björk belönades med en Guldbagge av Filminstitutet 1968 "för det med återhållen intensitet och intelligent nyansrikedom tecknade porträttet av järnhandlaren".
Badarna har visats vid ett flertal tillfällen i SVT. 

## DVD
Filmen gavs ut på DVD 2017.